# Xanthoparmelia neocongensis
Xanthoparmelia neocongensis är en lavart som först beskrevs av Hale, och fick sitt nu gällande namn av Hale. Xanthoparmelia neocongensis ingår i släktet Xanthoparmelia och familjen Parmeliaceae.   Inga underarter finns listade i Catalogue of Life.